# Geschiedenis van een neger
 Geschiedenis van een neger  is een anoniem, rond 1771 verschenen boekwerk. 
Het is het verhaal van een hugenoot, aangeduid met de letter N., die met zijn vrouw en dochter en vergezeld van de begaafde neger Thomas van Suriname naar Amsterdam reist. N. ontpopt zich als een meester met verlichte ideeën die gelooft in de natuurlijke edelheid van de mens. Hij verklaart deze ideeën wanneer een eiland wordt aangedaan waar een andere hugenoot een heilstaat heeft gesticht. `Goede woorden’ sorteren volgens N. meer effect dan slagen. In zijn goede-meesterschap is hij consequent wanneer zijn dochter Agnes verklaart de trouwe en tot het christendom bekeerde Thomas te verkiezen boven een andere huwelijkskandidaat: N. stemt toe in het huwelijk met de neger.